# Chimarra bicolor
Chimarra bicolor är en nattsländeart som först beskrevs av Banks 1901.  Chimarra bicolor ingår i släktet Chimarra och familjen stengömmenattsländor. Inga underarter finns listade i Catalogue of Life.